# BMW R 100 GS
Die BMW R 100 GS ist ein geländegängiges Motorrad von BMW. Bei ihrer Neuvorstellung am 24. August 1987 in Florenz war die BMW R 100 GS die hubraumstärkste Reiseenduro der Welt. Bereits 1988 avancierte die Tausender zum meistverkauften Motorrad in Deutschland. Die Produktion und der Verkauf der Maschine endeten 1996 nach rd. 34.000 ausgelieferten Exemplaren, da schärfere Umweltauflagen mit dem bekannten luftgekühlten Boxer-Konzept nicht wirtschaftlich umsetzbar waren.
Die Typenbezeichnung R 100 GS besteht aus drei Elementen: Die Abkürzung R verweist traditionell bei BMW auf das Bauprinzip des  Boxermotors. Die Zahl 100 verdeutlicht die Hubraumklasse und steht für 1000 Kubikzentimeter Hubraum. Die Abkürzung GS steht für Gelände+Straße.

## Produktion
Im BMW-Werk Berlin wurden über den gesamten Produktionszeitraum von 1987 bis 1996 insgesamt 34.007 Exemplare der R 100 GS gefertigt, von denen allein in Deutschland 17.395 Stück zugelassen wurden.

## Technische Daten

### Antrieb
Beim Motor handelt es sich um einen fahrtwindgekühlten Zweizylinder-Viertakt-Boxermotor mit 979,9 cm³ Hubraum, welcher auf dem Motor der BMW R 100 basiert. Die Gemischaufbereitung des Motors erfolgt über zwei Bing-Gleichdruck-Vergaser mit 40 mm Kanaldurchmesser, wobei der Anschlussstutzen an den Zylindern im Durchmesser zur Optimierung des Drehmoments in den unteren Drehzahlbereichen wieder reduziert wurde. Vom Vorgängermodell wurden der Luftfilter und die Hall-Zündung mit Doppelzündspule unverändert übernommen. Die zwei Zylinder haben eine Bohrung von 94 mm Durchmesser, die Kolben einen Hub von 70,6 mm bei einem Verdichtungsverhältnis von 8,5:1. Das Motorrad beschleunigt in 4,8 Sekunden von 0 auf 100 km/h und erreicht eine Höchstgeschwindigkeit von 181 km/h. Der Hersteller gibt den durchschnittlichen Kraftstoffverbrauch mit 4,9 Liter auf 100 km bei konstant 90 km/h an, der Standard-Kraftstofftank hat ein Volumen von 24 Liter.

### Kraftübertragung
Die BMW R 100 GS war die erste BMW mit der Paralever-Hinterradaufhängung und integrierter Kardanwelle mit zwei Kreuzgelenken, die auf Lastwechsel weit weniger reagierte als die vorhergehenden Schwingen-Modelle einschließlich der Monolever-Schwinge der R80 G/S. Die Paralever-Schwinge enthielt in der Serienausführung keine Ölfüllung zur  Schmierung der Welle und der Kreuzgelenke.

### Fahrwerk und Bereifung
Der Doppelschleifenrahmen aus Rundrohren mit ovalem Oberrohr und hinter dem Getriebe angeflanschter Paralever-Schwinge hat ein angeschraubtes Heckteil. Die Vorradführung erfolgte mit einer neuen Marzzochi-Telegabel mit getrennter Druck- und Zugdämpfung (jeweils in einem Holm).
Standardmäßig kam das Motorrad bis Produktionsende mit dem fernreisetauglichen Schlauchlosreifen „Enduro 3 Sahara“ des Herstellers Metzeler in den Dimensionen 90/90–21 M/C 54T TL beim Vorderreifen und 130/80–17 M/C 65T TL beim Hinterreifen in den Handel. Der Hersteller BMW empfiehlt einen Reifenluftdruck „bei kalten Reifen“ von 2,2 Bar vorn und 2,5 Bar hinten im Solobetrieb; mit Sozius sollten vorn 2,4 Bar und hinten 2,9 Bar Reifeninnendruck anliegen. Die in der R100 GS verbauten Speichen-Felgen mit seitlich positionierten Speichenaufnahmen erlaubten erstmalig die Montage von schlauchlosen Reifen auf gespeichten Aluminiumfelgen.

## Modelle

### Serienmodell
Seit einer umfangreichen Modellpflegemaßnahme im September 1990 wurde die GS nicht mehr weiterentwickelt. Im August 1994 wurde die Produktion des Serienmodells R 100 GS eingestellt. Den Hintergrund für diese Entscheidung bildete die Tatsache, dass der verbaute Boxermotor konstruktiv auf die BMW R 32 aus dem Jahr 1923 zurückging und angesichts immer strenger werdender Abgas- und Lärmschutzbestimmungen nicht mehr länger mit modernen OHC-Motoren mithalten konnte.

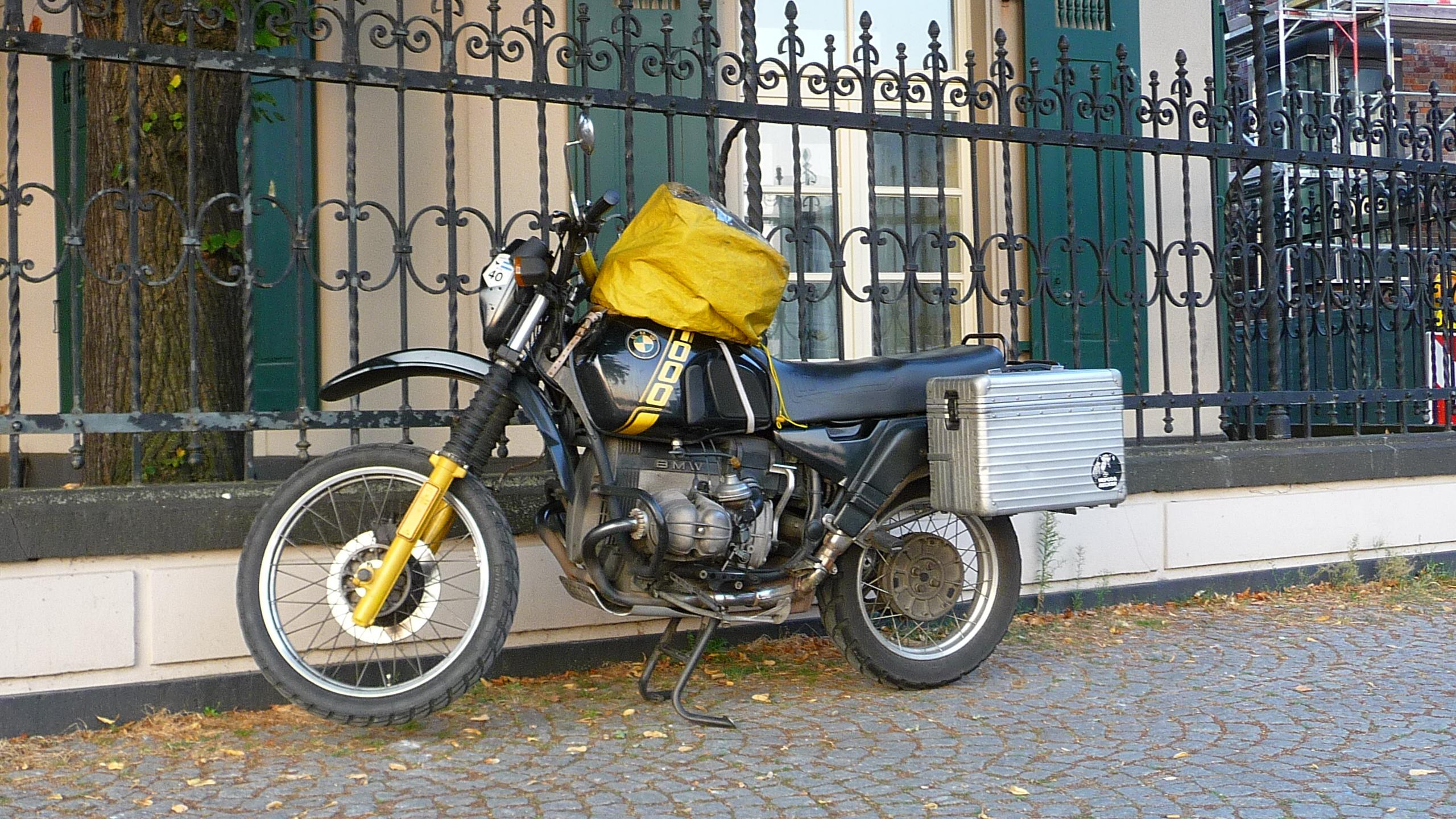
BMW R 100 GS / 1987
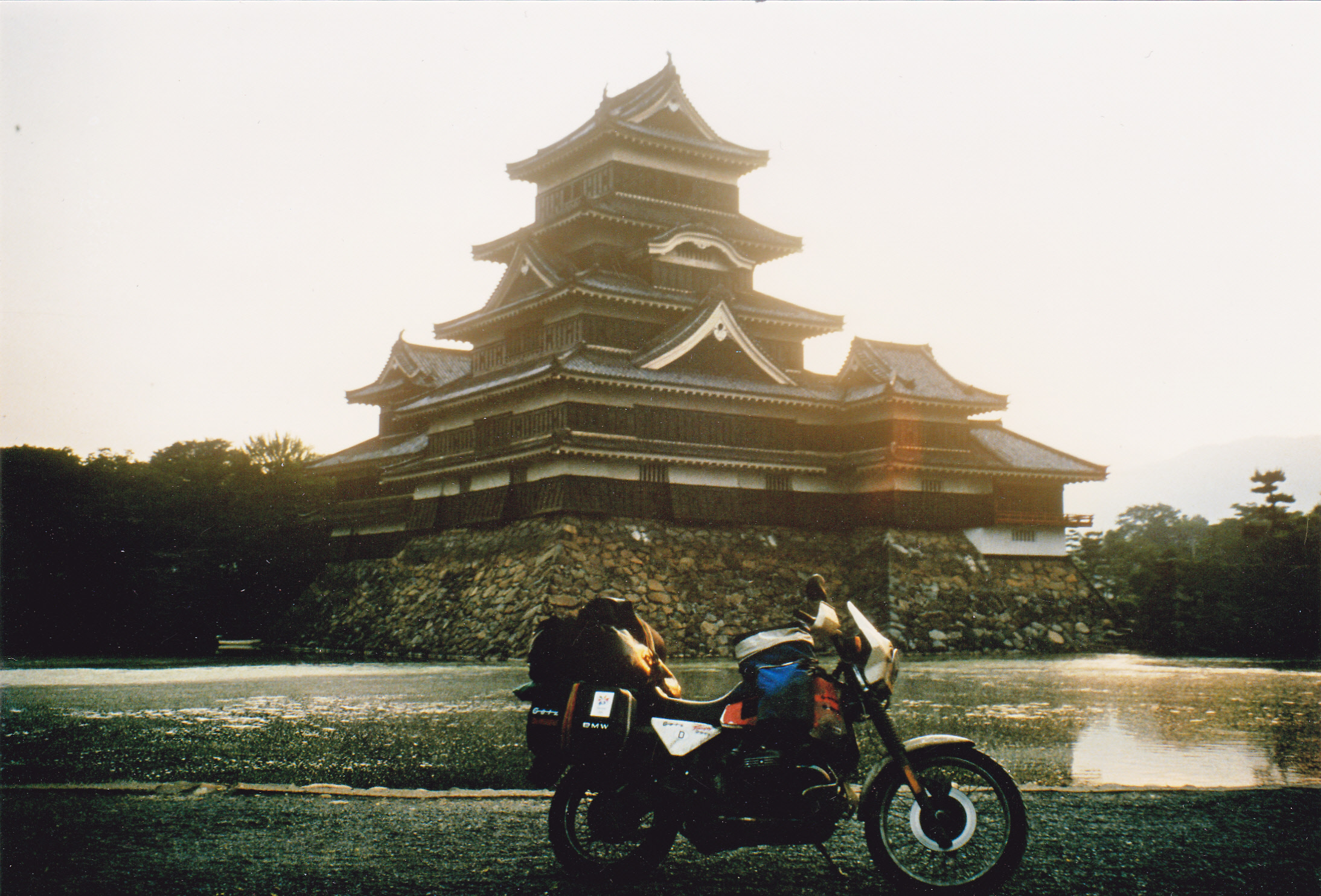
BMW R 100 GS
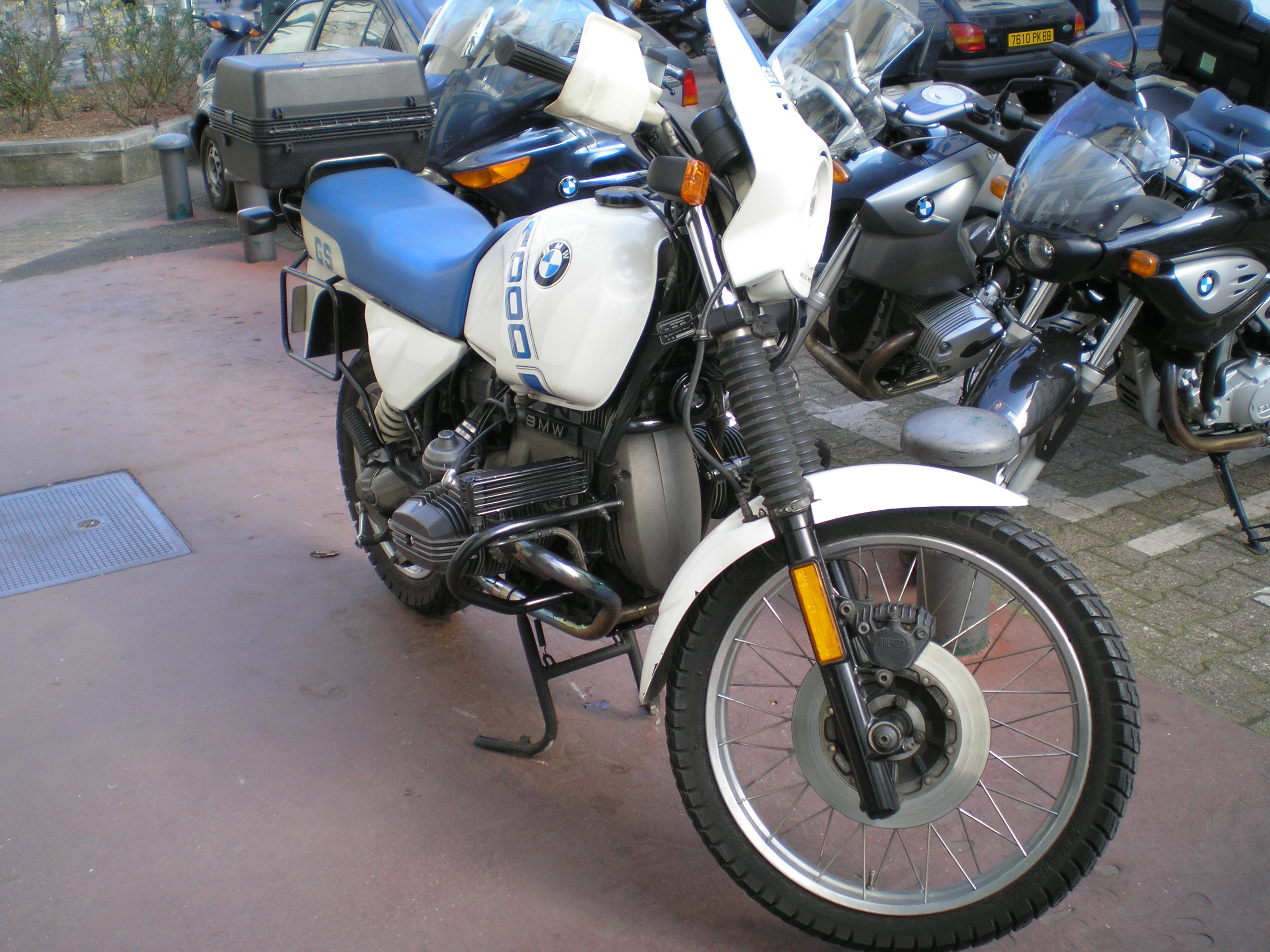
BMW R 100 GS

### Sondermodell „Paris-Dakar“
Als Sondermodell wurde ab 1989 die Ausführung „Paris-Dakar“ (Abkürzung: PD) angeboten. Diese unterschied sich von der Standardversion durch einen 35-Liter-Tank mit Staufach, eine rahmenfeste Verkleidung, einen Rechteckscheinwerfer, eine neue Instrumentenkonsole, einen vergrößerten Motorschutz, eine vordere Kotflügelverbreiterung sowie eine serienmäßige Einzelsitzbank, die wahlweise durch eine Doppelsitzbank ersetzt werden konnte. Mit dem Modelljahr 1991 (produziert ab 1990) bekam auch das Standardmodell eine ähnliche rahmenfeste Verkleidung mit Rechteckscheinwerfer in Verbindung mit weiteren Veränderungen.

#### Variante „Classic“
Den Abschied vom Modell BMW R 100 GS bildete die Variante R100 GS Paris-Dakar „Classic“. Sie wies mit ihrer durchweg schwarzen Lackierung, den klassischen runden Ventildeckeln sowie ihren verchromten Sturzbügeln ein nostalgisches Äußeres auf. Ein Exemplar ist rechts oben im Infokasten zu sehen. Auf dem Foto weichen die schwarz ummantelten Sturzbügel sowie das hintere Federbein von der Serie ab. Die Variante BMW R 100 GS PD Classic wurde von 1995 bis 1996 gebaut.

## Zeitgenössische Reiseenduros anderer Hersteller
Motorräder mit vergleichbarer Motorcharakteristik und Fahrwerksgeometrie waren zu jener Zeit die Cagiva Elefant 900, Honda XRV 750 Africa Twin und Yamaha XTZ 750. Mit der BMW R 80 GS gab es ein hubraumreduziertes Schwestermodell.